# دجيغينكا
دزهيغينكا (بالروسية: Джигинка) هي مدينة في مقاطعة كراسنودار كراي في روسيا. يبلغ عدد سكانها حوالي 4004 نسمة.